# DB Museum Halle (Saale)

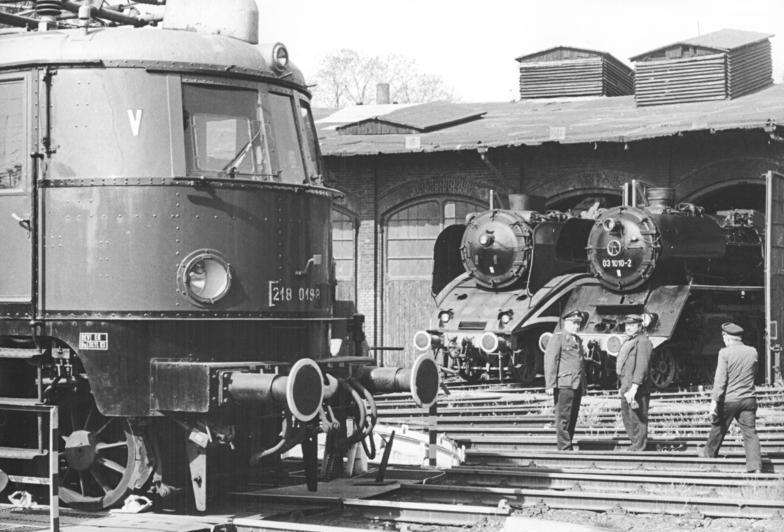
Historisches Foto von Lokomotiven des Museums in/am Lokschuppen 3 des Bw Halle P

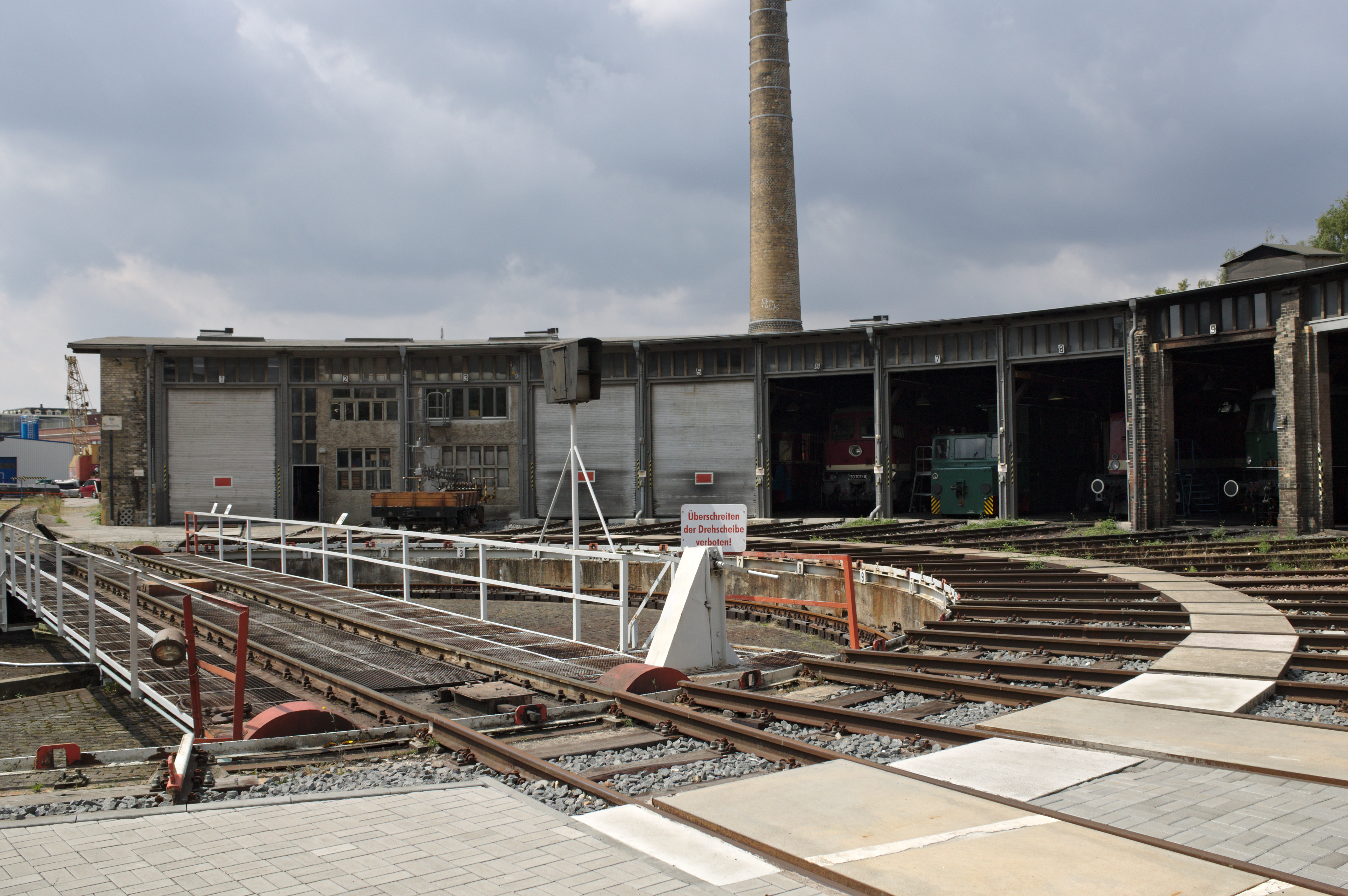
Drehscheibe im Museum

Das DB Museum Halle (Saale) ist eine Außenstelle des Verkehrsmuseums Nürnberg in der Stadt Halle (Saale).

## Museumsbauwerke
Die ausgestellten Fahrzeuge sind im Lokschuppen IV des früheren Bahnbetriebswerks Halle P untergebracht. Der heutige Ringlokschuppen wurde ab 1895 errichtet und besaß zunächst neun Stände (heute Stand 9–17). Neue und zugleich größere Lokomotiven machten bald eine Schuppenerweiterung erforderlich. Im Jahr 1908 kamen acht Stände (heute Stand 1–8) mit längeren Gleisen und Arbeitsgruben sowie eine zentrale Rauchabführungsanlage mit zwei Schornsteinen hinzu. Die heutige Drehscheibe wurde im Jahr 1929 von der Maschinenfabrik Windhoff gebaut und 1987 rekonstruiert. Die Brücke ist 23 Meter lang.

## Fahrzeugexponate
Bei den ausgestellten Exponaten des Museums handelt es sich überwiegend um Baureihen der Deutschen Reichsbahn (aus der Zeit vor und nach 1945). Dazu gehören unter anderem:
Dampflokomotiven:
- aus der DR-Baureihe 03.10 die 03 1010 (EDV Nummer 03 1010-2) (ex Ölfeuerung 03 0010-2)  (Baujahr 1940)
- aus der DR-Baureihe 41 die 41 185 (EDV Nummer 41 1185-2) (Baujahr 1939)
- aus der DR-Baureihe 52 die kohlenstaubgefeuerte 52 4900 (nach EDV 52 9900-3) (Baujahr 1943); dabei handelt es sich um die letzte braunkohlenstaubgefeuerte Dampflok Deutschlands
- die preußische T 8 89 1004 (seit 1940) (ex pr. T8 7001 Magdeburg) (Pr. T8 7001 Berlin) (pr. T8 7001 Kassel) (89 001 Erstbesetzung) (MFWE T4) (Baujahr 1906); es handelt sich um die erste in größerer Stückzahl gebaute Heißdampflokomotive Deutschlands
- eine Dampfspeicherlok Werklok 3 (Baujahr 1969, Hersteller Lokomotivbau Karl Marx Babelsberg) aus dem Bahnelektrizitätswerk Muldenstein

Diesellokomotiven:
- aus der DR-Baureihe V 23 die V23 001 (EDV 102 001-5) (Gesamtnummernplan DB-DR) (312 001-9)
- aus der DR-Baureihe 112 die 112 457-7 (Baujahr 1972) (Gesamtnummernplan DB-DR) (202 457-8)
- aus der DR-Baureihe 130 und der DR-Baureihe 131 die 130 101-9  (Gesamtnummernplan DB-DR) (230 101-8) als Bahndienstlok (754 101-4) (Baujahr 1972) und die nicht öffentlich ausgestellte Lokomotive 131 001-0 nach Gesamtnummernplan (231 001-8) (Baujahr 1970)
- aus der DR-Baureihe V 180 die 118 802-4 (Gesamtnummernplan DB-DR) (228 802-5) (Baujahr 1970)
- die DR-Kleinlokomotive Leistungsgruppe II (Kö II) 199 004 von der Meterspur Industriebahn Halle (Saale) als Denkmal (Baujahr 1933) (Umbau Schmalspur 1984) die Kö 4033 ex Werklok 3 RAW Dessau (Baujahr 1961)
- ein Triebwagen der DR-Baureihe 186 (186 258, ex VT 135 110), Baujahr 1937, zuletzt genutzt als Salon- und Diensttriebwagen des Präsidenten der Reichsbahndirektion Halle

Elektrolokomotiven:
- aus der DR-Baureihe E 11 die E 11 001 (211 001-3)  (Gesamtnummernplan DB-DR) (109 001-8) (Baujahr 1960)
- aus der E 18 die E18 31 (218 031-5) (Baujahr 1937)
- z. Z. nicht im Museum, sondern im Bahnbetriebswerk Lutherstadt Wittenberg: 250 001-6, DR-Baureihe 250 (Gesamtnummernplan DB-DR 155 001-1) (Baujahr 1974)
- z. Z. nicht im Museum, sondern im Bahnbetriebswerk Lutherstadt Wittenberg: E44 108, DR-Baureihe E 44 (244 108-7) (Baujahr 1939)
- z. Z. nicht im Museum, sondern im Bahnbetriebswerk Lutherstadt Wittenberg: 242 255-6, aus der DR-Baureihe E 42 (Gesamtnummernplan DB-DR 142 255-9) (Baujahr 1976)

Nebenfahrzeuge:
- ein Exemplar des Oberleitungsrevisionstriebwagens aus der DR-Baureihe ORT 135.7 mit der Nummer 708 006 (Baujahr 1959)
- das Akku-Schleppfahrzeug ASF 4 (LEW EL 16) aus dem Jahr 1966 vom Hersteller VEB LEW Hennigsdorf
- einen Eisenbahndrehkran EDK 80/3 von 1987, Hersteller Schwermaschinenkombinat Kirow, Leipzig
- einen Gleiskraftwagen DR-Baureihe SKL 24 „Schöneweide“

## Weitere Ausstellungsbestandteile
Im Ringlokschuppen des Museums sind darüber hinaus eine Reihe weiterer Exponate zu Signal- und Lokomotivtechnik zu sehen. Dazu gehören unter anderem der Fahrschalter einer BR E 44, diverse Relais, ein Radreifenrohling der DR 18 201 sowie ein mikrorechnergesteuerter Fahrkartenautomat (MFA) der Reichsbahn. Form- und Lichtsignale aus unterschiedlichen Zeiten sind Bestandteile der Ausstellung. Der Treibradsatz der 1976 ausgemusterten 04 0015 (DR-Baureihe 19.0 (Reko)) steht heute an der historischen Drehscheibe des Museums.

## Sonstiges
Zudem befindet sich im Museum eine Dauerausstellung über die VES-M Halle Versuchs- und Entwicklungsstelle Maschinenwirtschaft und ihren Leiter Max Baumberg.
Sämtliche Fahrzeuge des Museums werden von ehrenamtlichen Mitarbeitern des DB Museums gepflegt. Das Museum öffnet am Wochenende vor Ostern und ist ab da jeden Samstag von 10.00 bis 16.00 Uhr bis zum 6. Dezember geöffnet. In den Wintermonaten ist das Museum geschlossen.

## Fotografien von Fahrzeugen des Museums

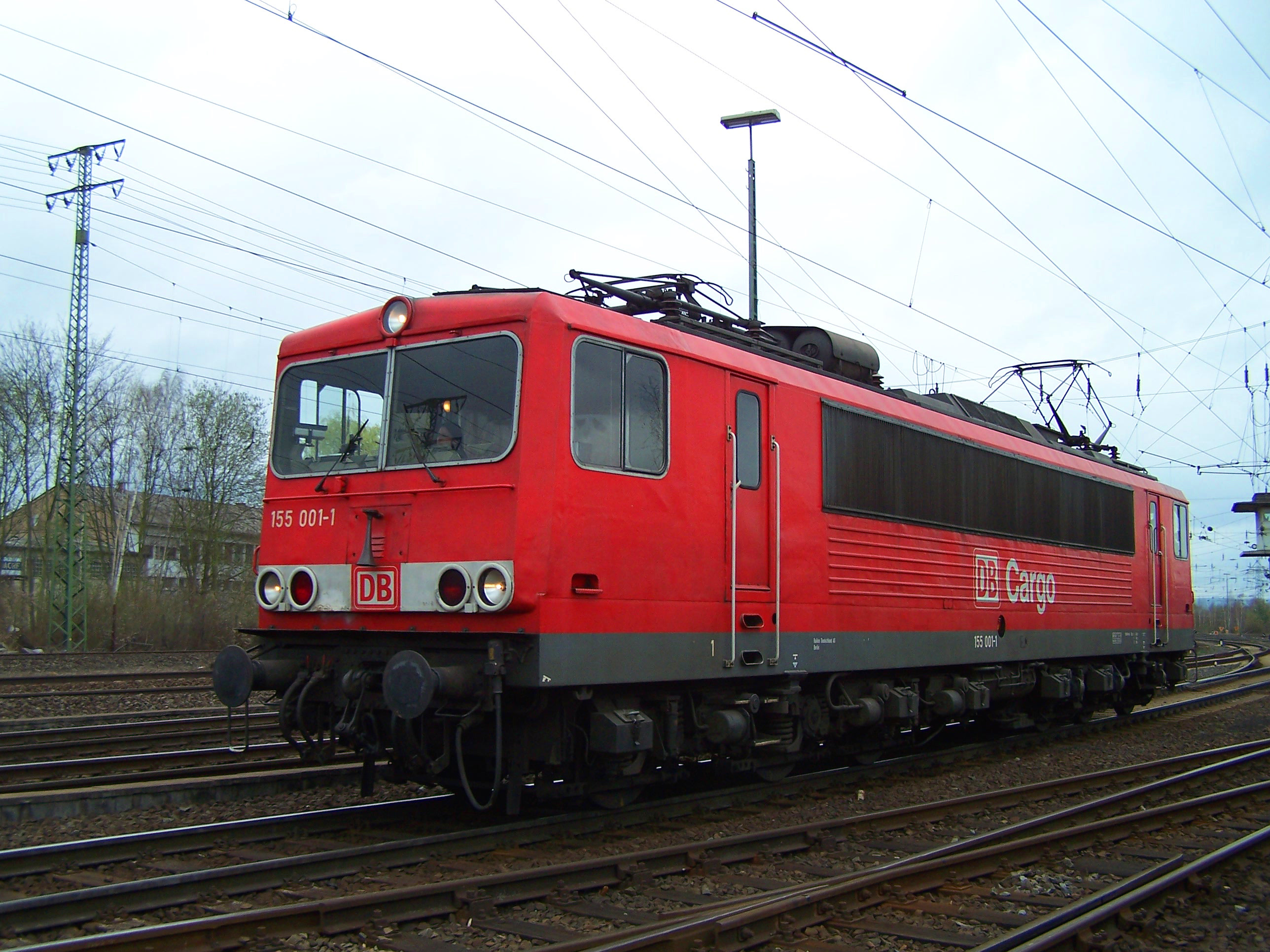
Lok 155 001 aus der DB-Baureihe 155 (ehemals DR 250)
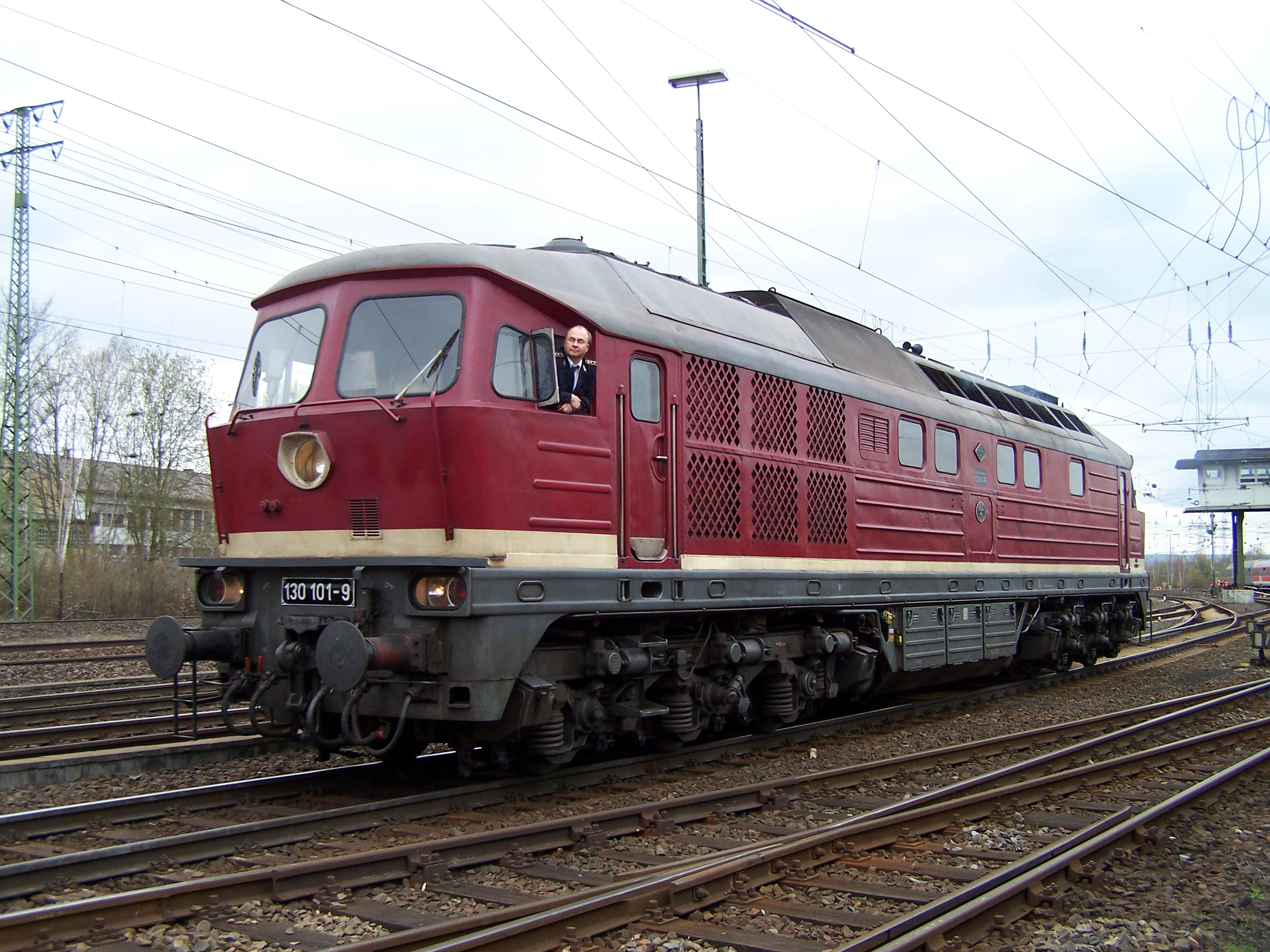
Lok 130 101 aus der DR-Baureihe 130 (später DB 230)
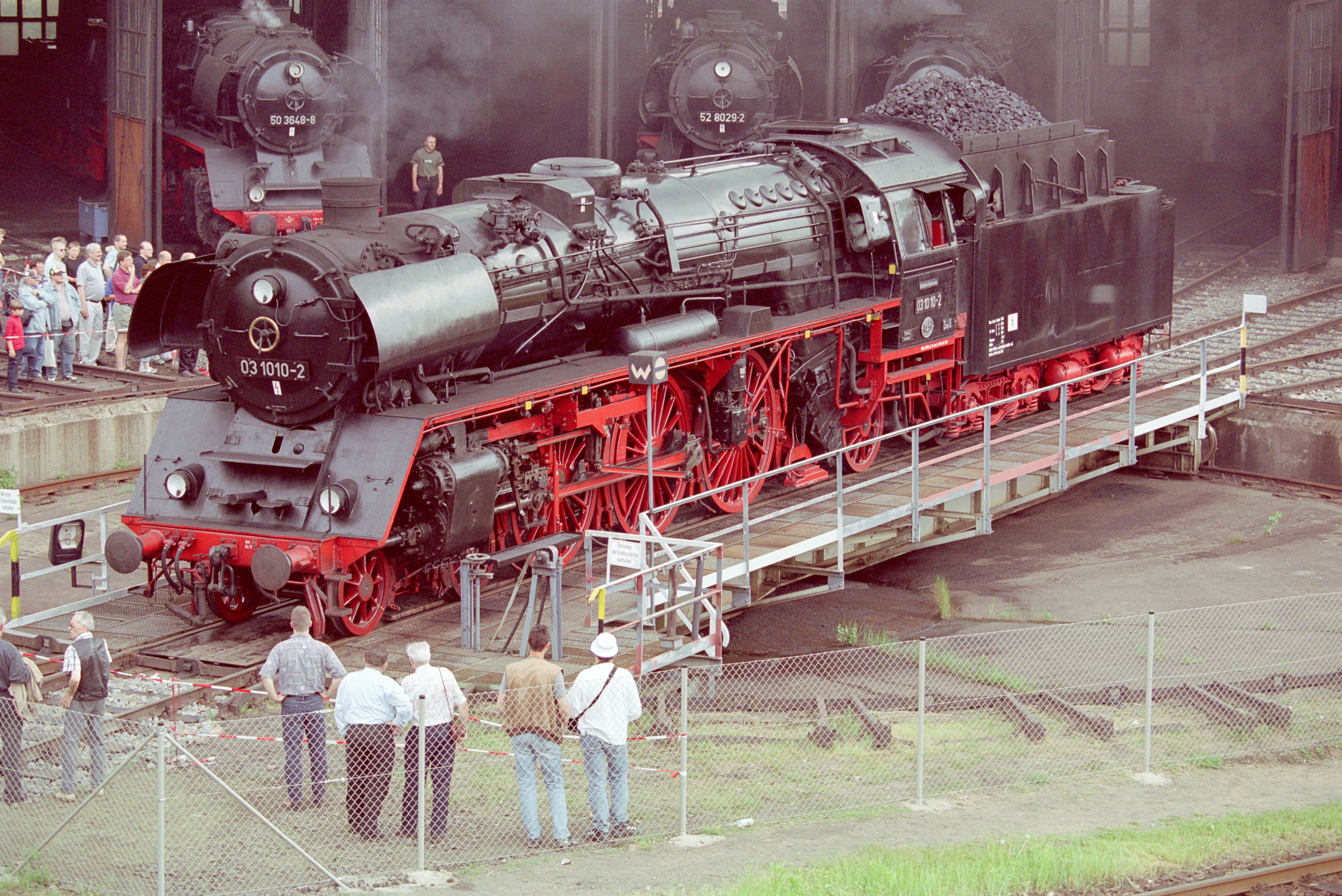
Lok 03 1010 aus der DR-Baureihe 03
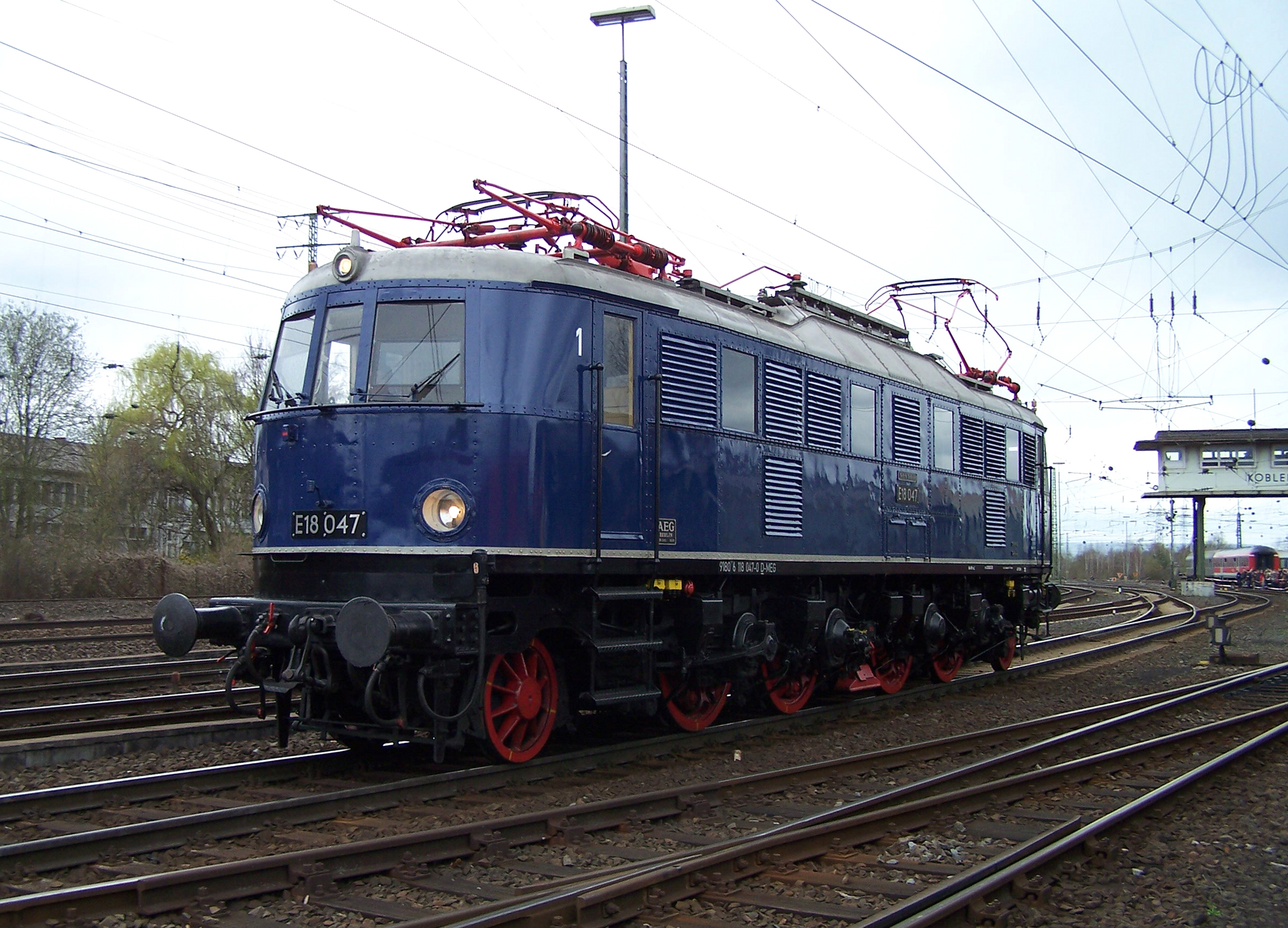
Lok E 18 047 aus der DR-Baureihe E 18
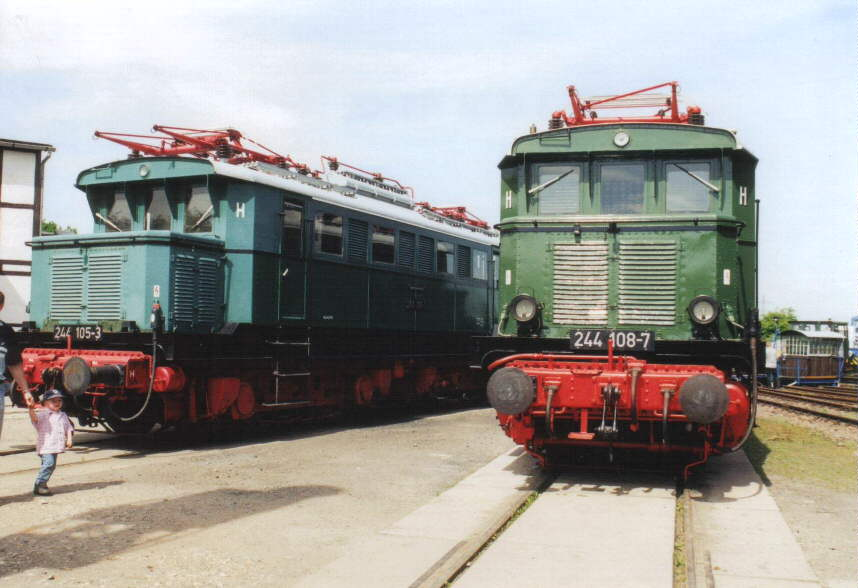
Lok E 44 108 aus der DR-Baureihe E 44
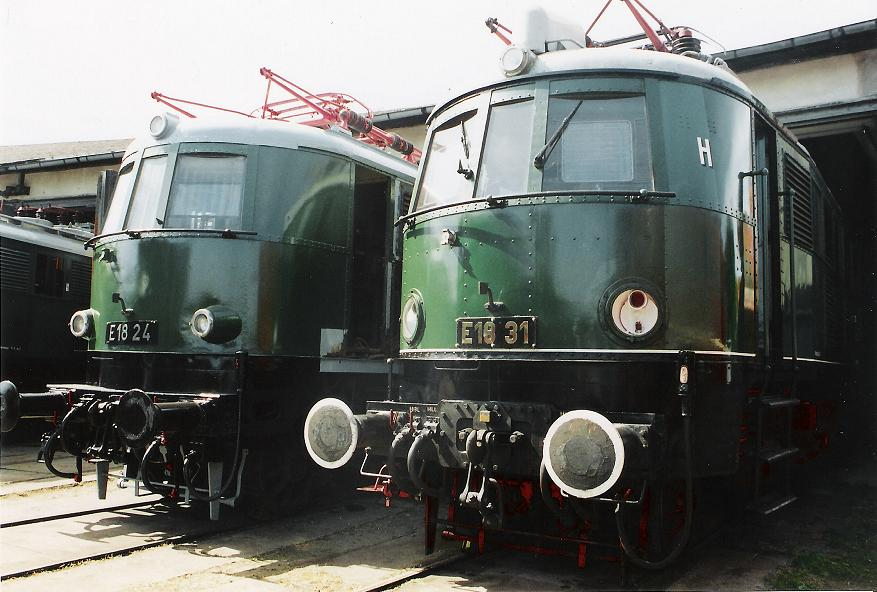
Lok E 18 31
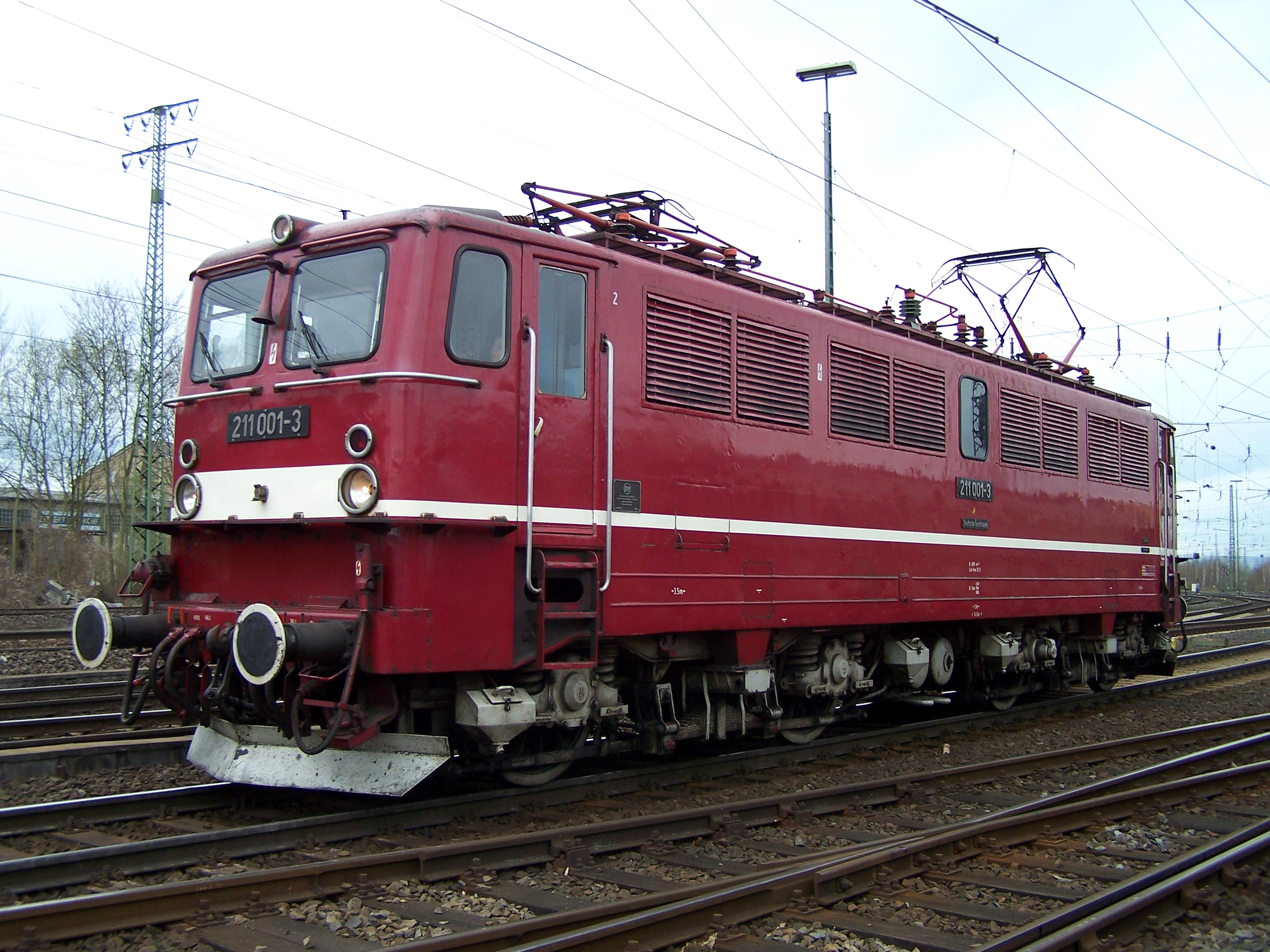
Lok 211 001 aus der DR-Baureihe E 11
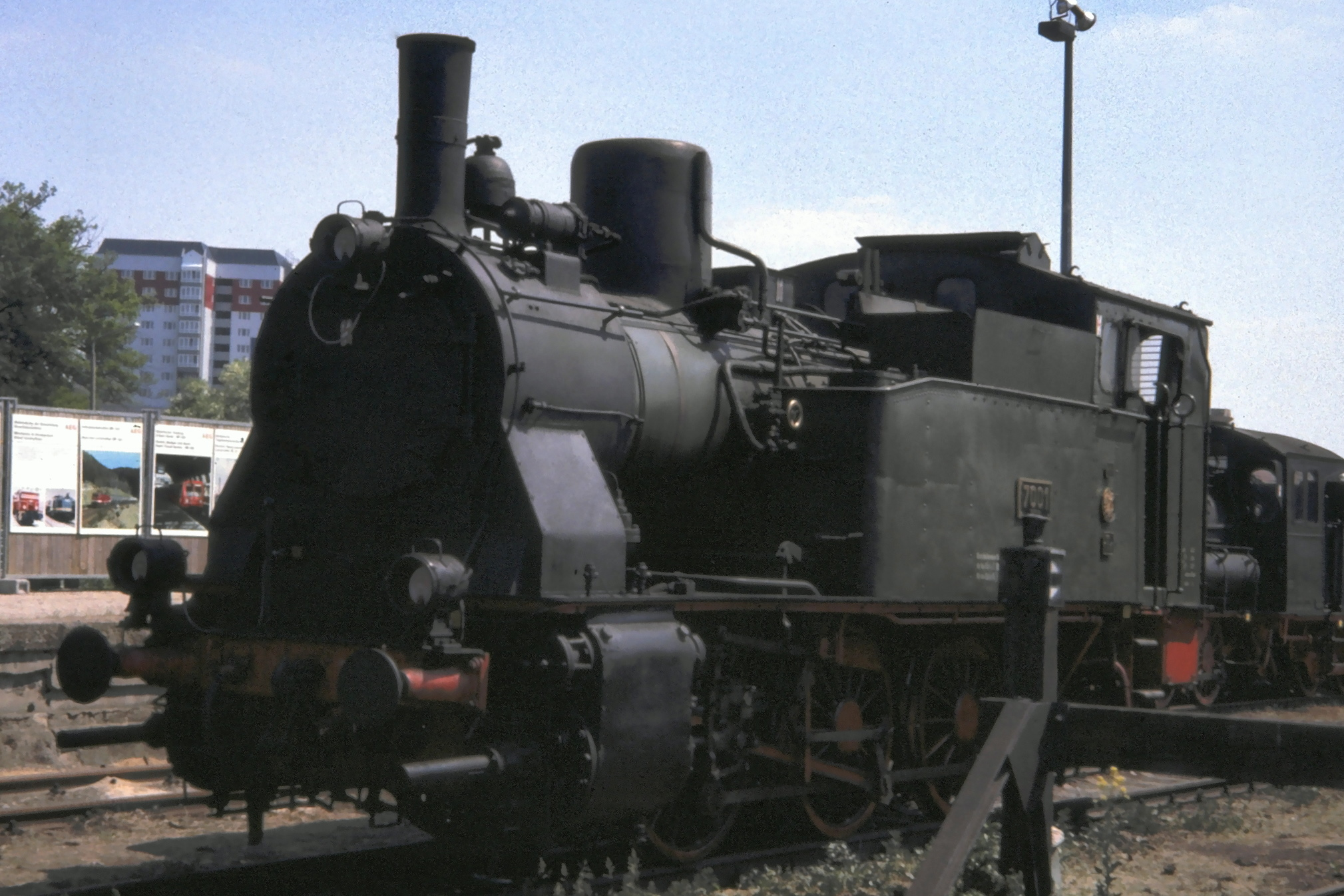
Lok 89 1004, preußische T 8